# Aquiles Bigot
Aquiles Bigot (París, 1822 - San José, 8 de junio de 1884) fue un pintor francés que se radicó en Costa Rica, donde se hizo famoso, ante todo, por sus retratos oficiales: pintó a nueve presidentes de ese país centroamericano.

## Biografía
Estudió pintura en la Academia de París, ciudad donde había nacido en 1822, y entre sus maestros figuraron Paul Delaroche (1797-1856) y Eugène Lepoittevin (1806-1870).
Poco se sabe de la vida de Bigot, salvo que «sus retratos fueron muy apetecidos y aplaudidos» en Costa Rica «en una época en la que el país no contaba con pintores».
Además de Delaroche y Lepittevin, se le considera discípulo de Horace Vernet (1789-1863), y, basándose en un anuncio suscrito por Theodoro Mangel a la muerte de Bigot en el que decía que los que tuvieran retratos o fotos en casa del pintor podían pasar a recogerlos, algunos investigadores piensan que pudo haber utilizado fotografías para realizar algunas de sus obras.

### En Francia
De su obra en Francia, hay constancia de que expuso en los Salones de París desde 1842 hasta 1848. Debutó con Pecheurs débarquant du poisson (cotes d'Etretat) y al año siguiente presentó cuatro cuadros, pero todos fueron rechazados.   En 1844 participó con un autorretrato, género raro en esas muestras según consigna Ségolène Le Men, y con el Portrait de M. Clair; al año siguiente exhibió cuatro retratos (de M. J. Marchais, del hijo de M.S…, de Mme Courtois y de Mlle A.B…), y al subsiguiente dos: Portrait en pied de M.G. Gruat y Portrait de M. Le B…. La crítica no lo acompañó ese año: además de ver rechazados dos de las cuatro obras que había enviado a la muestra, en el catálogo comentado del Salón, A.-H. Delaunay, director del Journal des Artistes, anotó con ironía bajo los títulos de los retratos de Bigot: "Fíjese en ellos para no permitir que lo pinten así". En 1847 le rechazan el único cuadro que presenta, y cierra su participación en la tradicional exposición parisina al año siguiente con dos cuadros: Souvenir de Saint-Malo, marée basse y Portrait de M…. Y aquí se pierde la pista de Bigot, que en los catálogos de las muestras el pintor aparece domiciliado en 144, rue Saint-Lazare de la capital francesa, hasta reaparecer en América.

### En Costa Rica
Se desconoce la fecha exacta en que Bigot abandonó Francia para pasar a América, pero, antes de instalarse en San José, es probable que haya residido en otras ciudades latinoamericanas. En cualquier caso, existe un paisaje suyo titulado Arequipa, fechado en 1860 —por lo que puede suponerse que estuvo en Perú—, y que ha aparecido en algunas ocasiones en las subastas de Christie's, la última vez en noviembre de 2014.
A Costa Rica Bigot llegó en 1862 y «al mostrar sus condiciones de retratista, los encargos llueven», convirtiéndolo en el pintor que realizará «los retratos de los más prominentes personajes».
Al año siguiente aparece afiliado a la Logia Masónica.
De su prestigio a los pocos años de llegar a Costa Rica se puede juzgar por un cronista del siglo XIX que relata que en los primeros días de agosto de 1865, varias personas interesadas en el arte de la pintura visitan el estudio de Bigot en San José y quedan admiradas por los retratos del francés. De ellos destacan «la belleza que se manifiesta en el diseño, en el claro oscuro, en la composición, en la expresión…; es el resultado de la sabia combinación de todos estos elementos, lo que lo hace genial». En aquella visita vieron los cuadros del «Presidente, el Secretario de Hacienda, de los señores Millet y Tourmón», «obras maestras del pintor».
A él se le eligió en 1872 para que pintara los retratos de los exmantadatarios José María Alfaro Zamora (gobernó de 1842 a 1844 y 1846-1847), Francisco María Oreamuno Bonilla (1844), y Bruno Carranza Ramírez (1870); después, en 1878 pintó a José Rafael Gallegos Alvarado (1833-1835; 1845-46), Manuel Aguilar Chacón (1837-1838), Francisco Morazán (1842), José María Castro Madriz (1847-1849; 1866-1868), Juan Rafael Mora Porras (1849-1859), y, finalmente, a Tomás Guardia Gutiérrez (1870-1876; 1877-1882). Todos los retratos se encuentran en la Galería de Presidentes de la Asamblea Nacional; el cuadro de Guardia que «pende en la Pinacoteca del Poder Legislativo» es una copia pintada por algún discípulo de Bigot.
El Museo Nacional tiene el retrato del presbítero Cecilio Umaña, así como el de Juan Jacobo Bonnefil, su esposa Feliciana Quirós y de sus hijos María Josefa y Juan de Dios, pero solo el de su mujer está en exhibición «como un elemento decorativo para ambientar una sala a la usanza del siglo XIX». La ausencia de los otros cuadros en la exposición ha sido motivo de protesta por el abogado Paul Woodbrige, descendiente de los Bonnefil, y el escritor Luko Hilje, autor del libro De cuando la Patria ardió, concuerda en que los retratos de esa familia merecen «un sitial digno de su encomiable proceder» en una sala dedicada a ella.
Bigot pintó asimismo a Amón Fasileau-Duplantier, conocido como Monsieur Amón, a Panchita Garita, a Jesús Jiménez Zamora (por encargo de la Municipalidad de Cartago), al vicepresidente Pedro Quirós Jiménez, al general Máximo Blanco y otros personajes costarricenses. Después de la muerte de Bigot, en la casa de este y «en presencia del vicecónsul Limperani, Theodoro Manger procedió a subastar todas las obras de arte no reclamadas los días anteriores» el 17 de julio de 1884. Esto significa que Bigot «mientras vivió en Costa Rica, nunca constituyó una familia».
A pesar de la fama que gozó, el último tiempo parece haber caído en desgracia, ya que la prensa de la época no dedicó «ni una sola nota a su muerte», pero nada se sabe de los motivos. También es un misterio dónde descansan sus restos: no fue sepultado en ningún cementerio de San José, «por cuanto su nombre no aparece en los archivos de la Curia Metropolitana».

## Galería

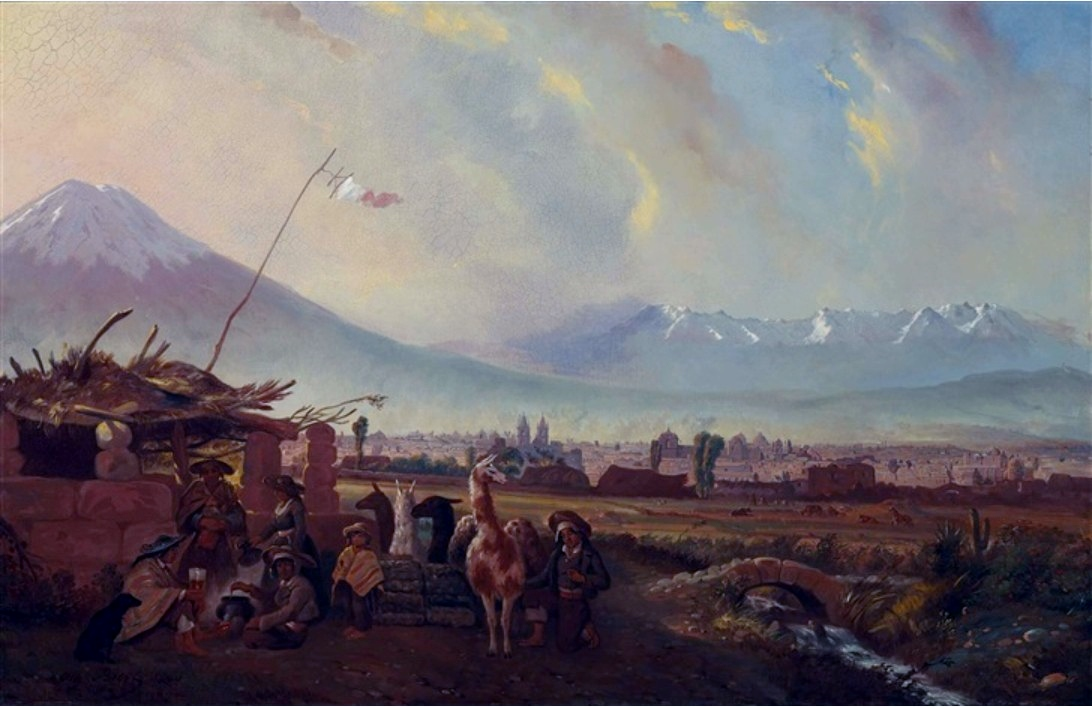
Arequipa

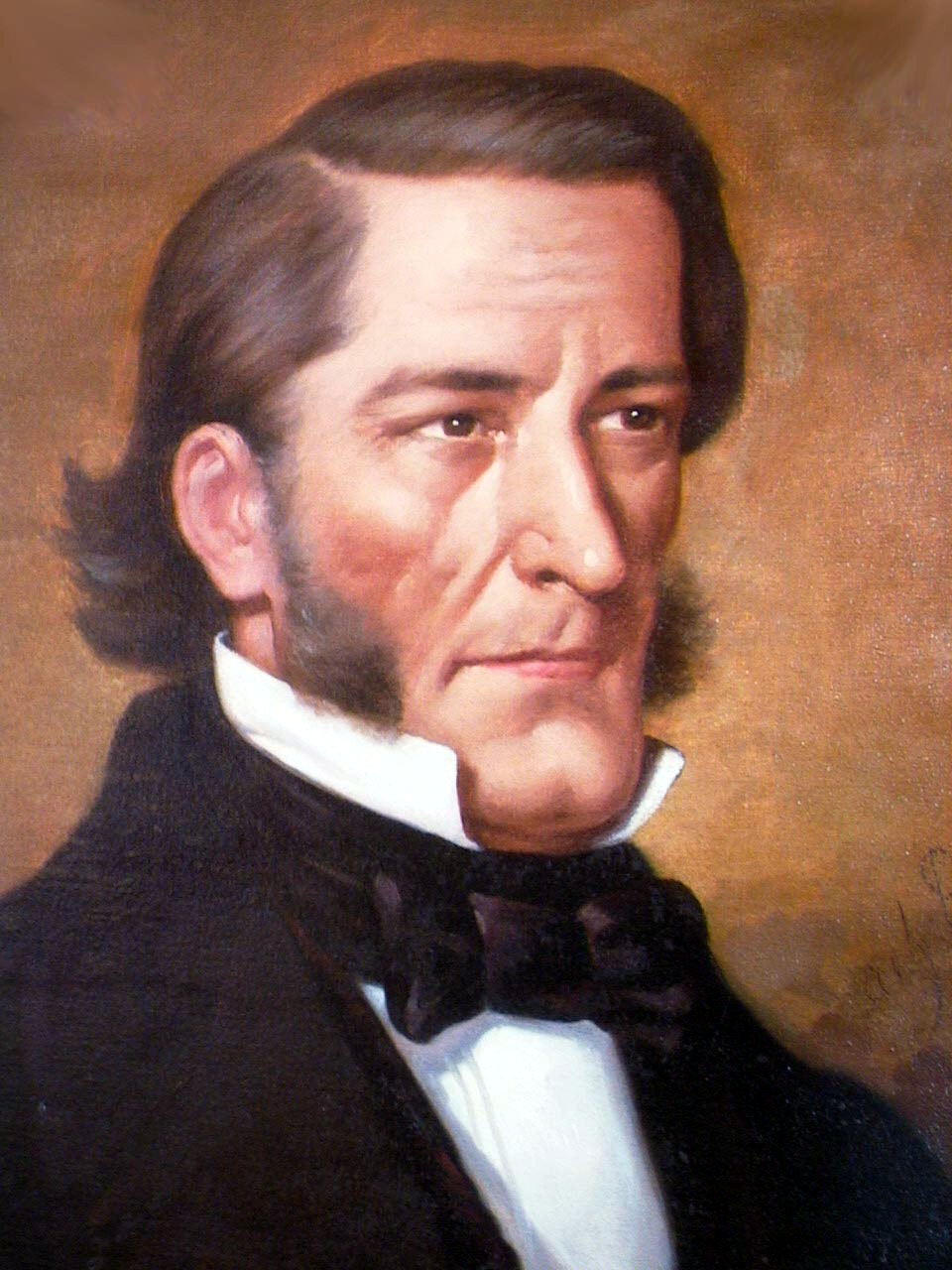
José Rafael Gallegos
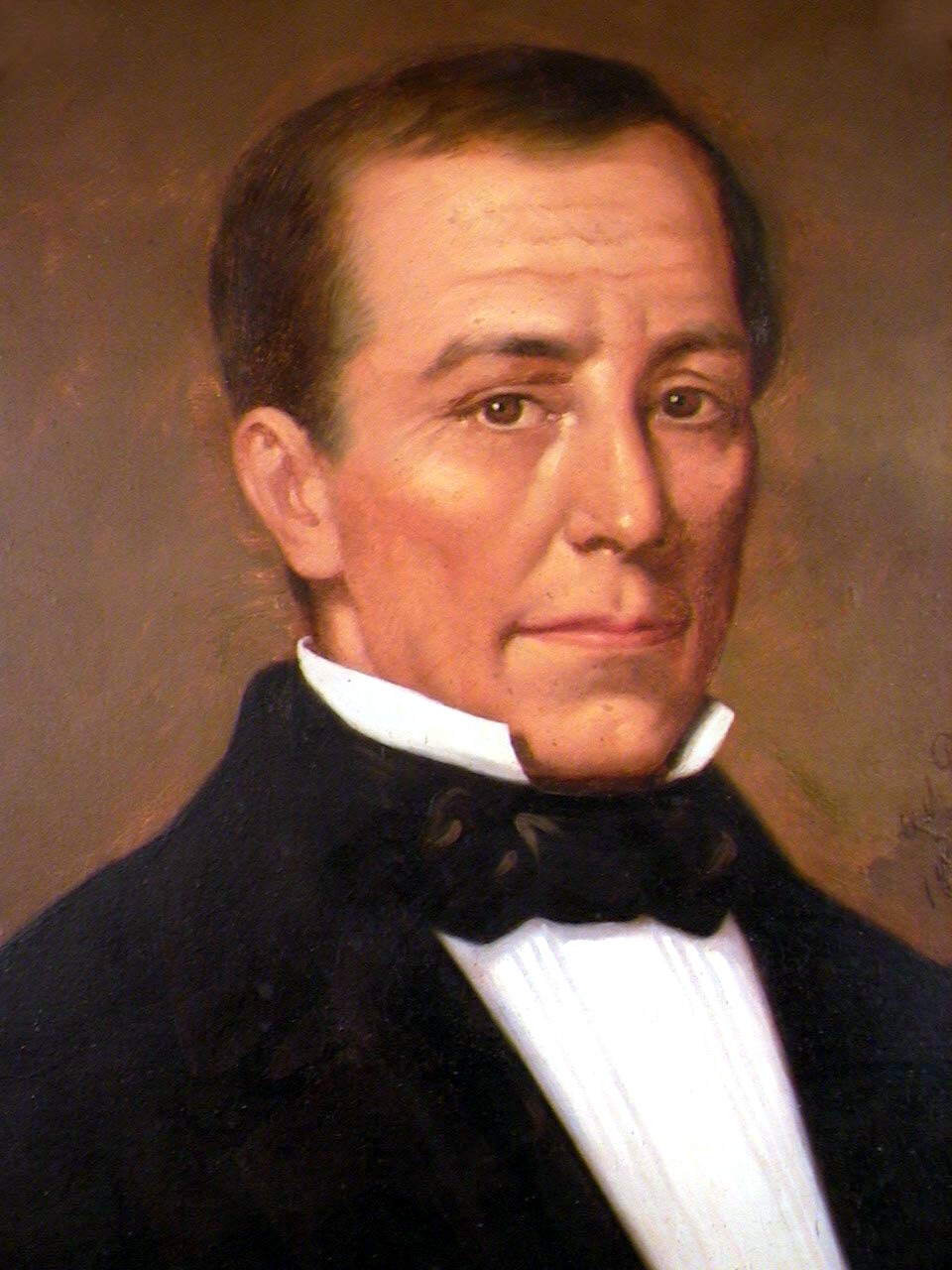
Manuel Aguilar
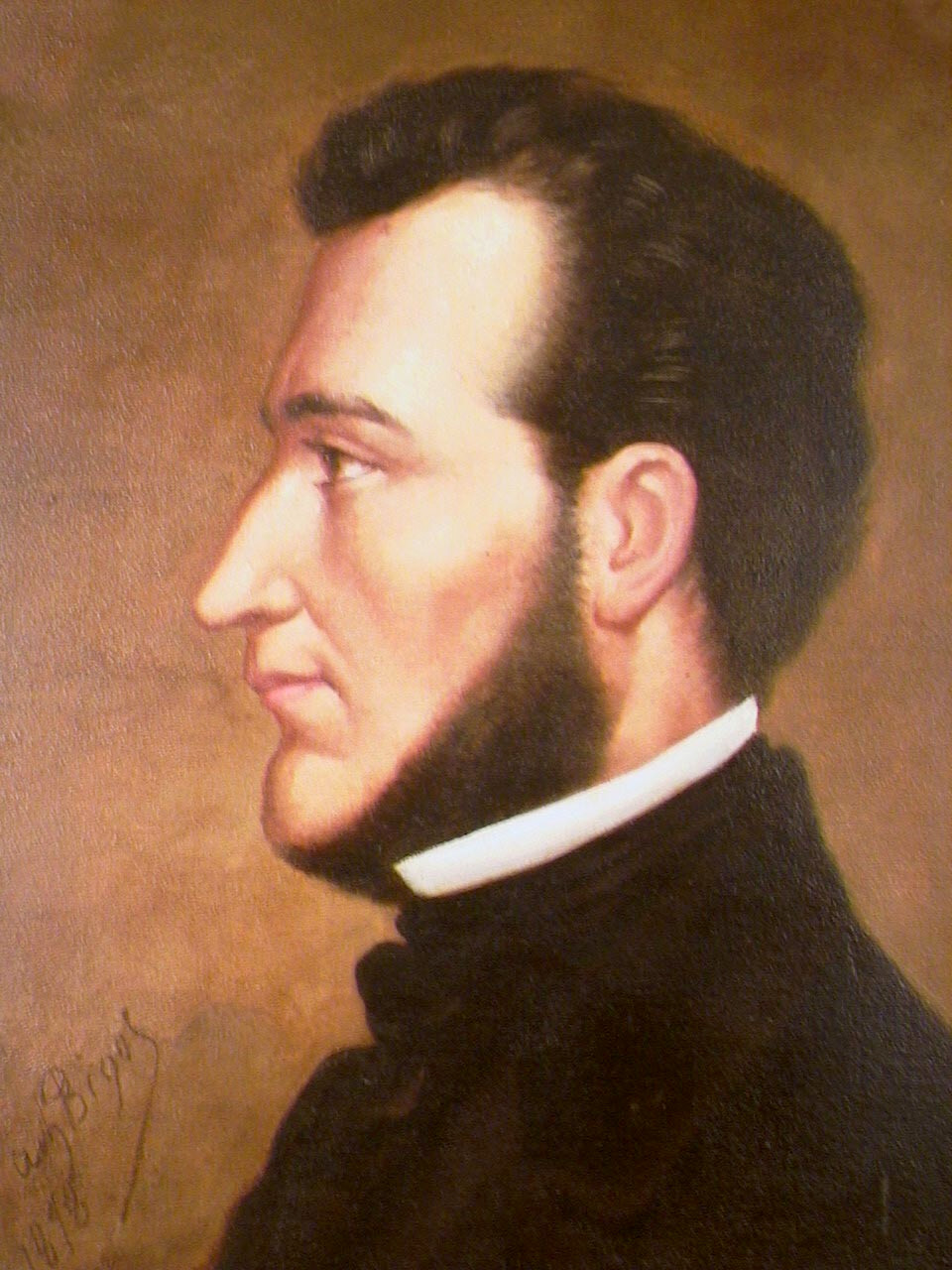
Francisco Morazán
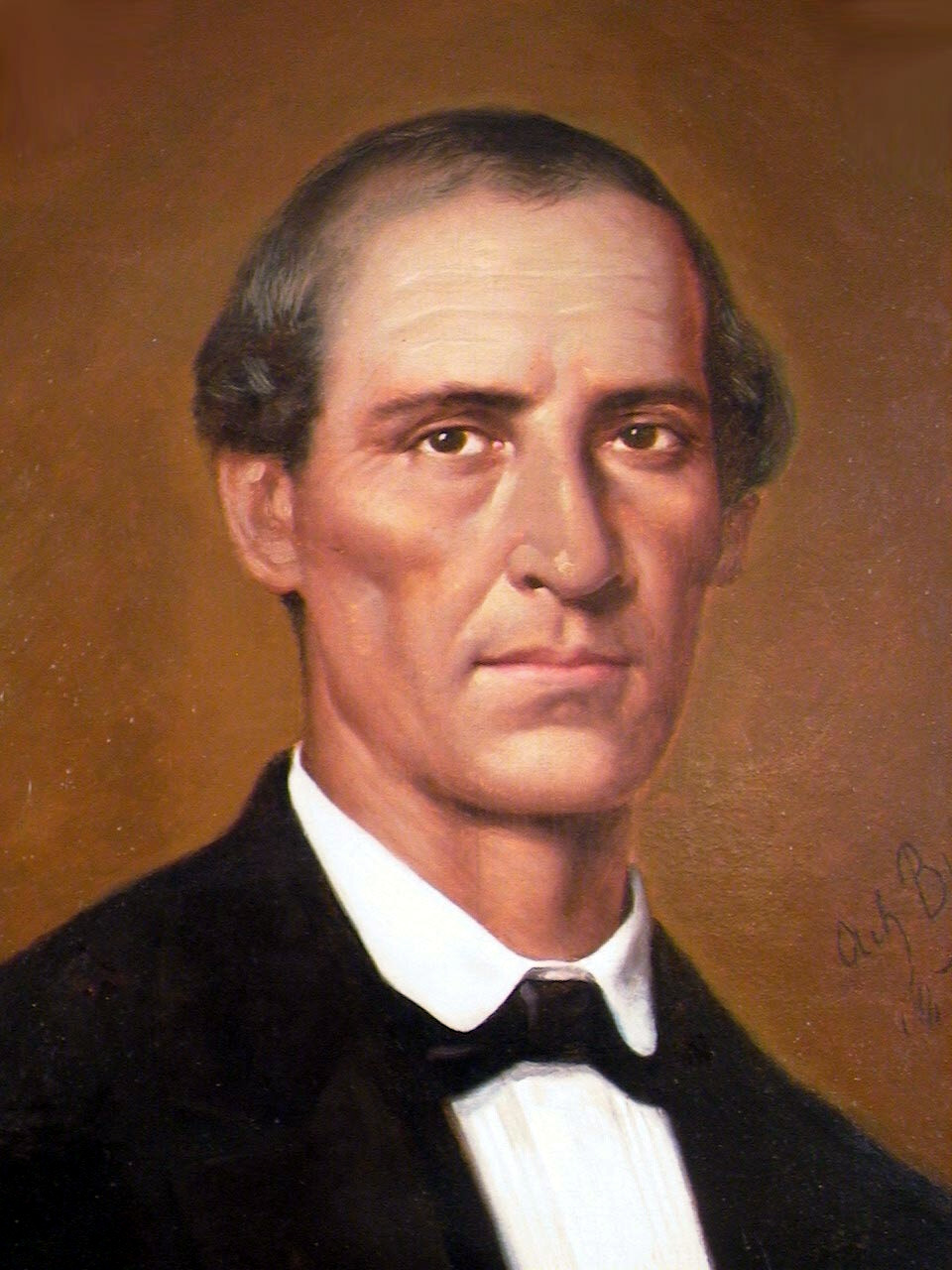
José María Alfaro
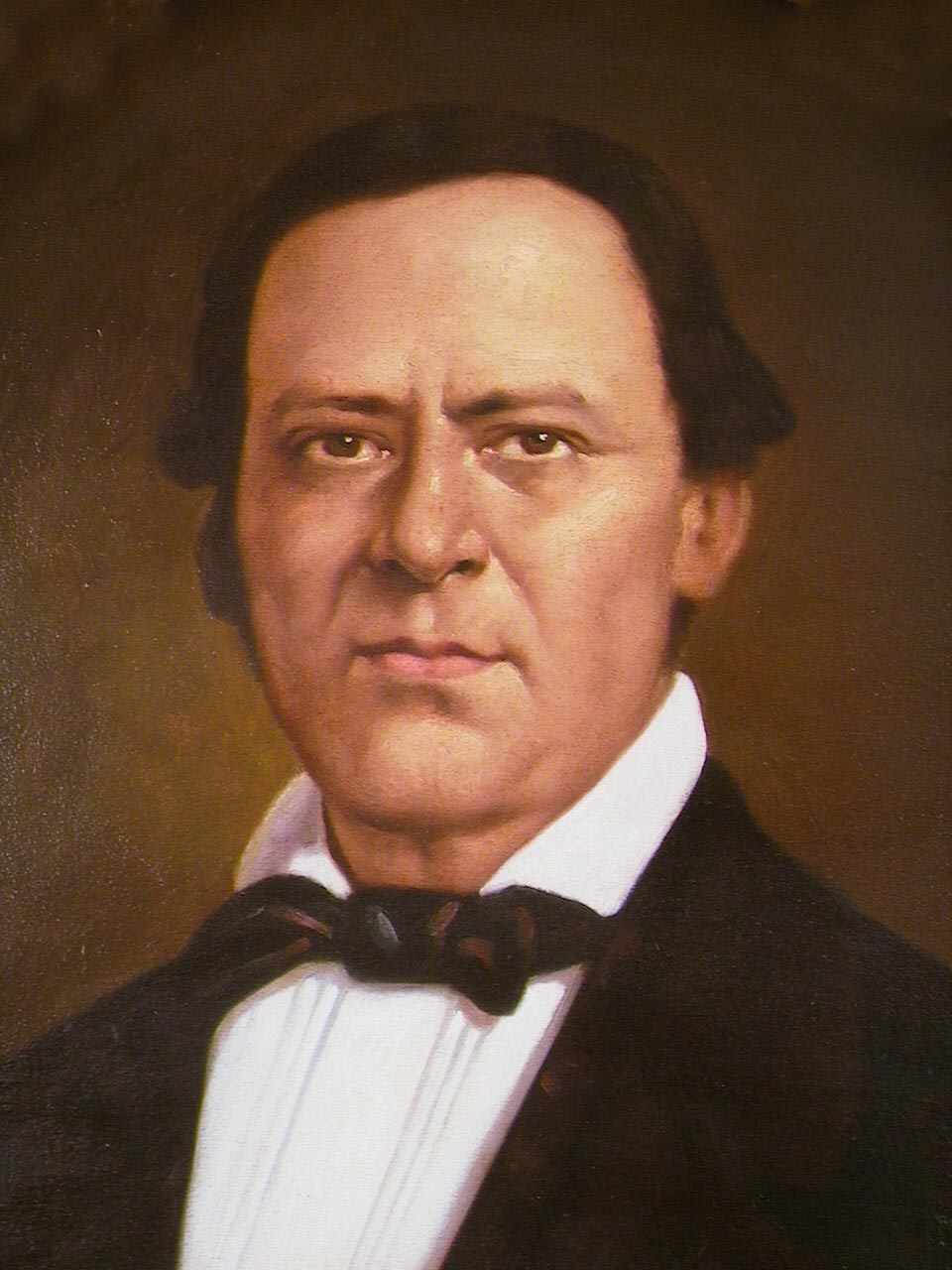
Francisco María Oreamuno
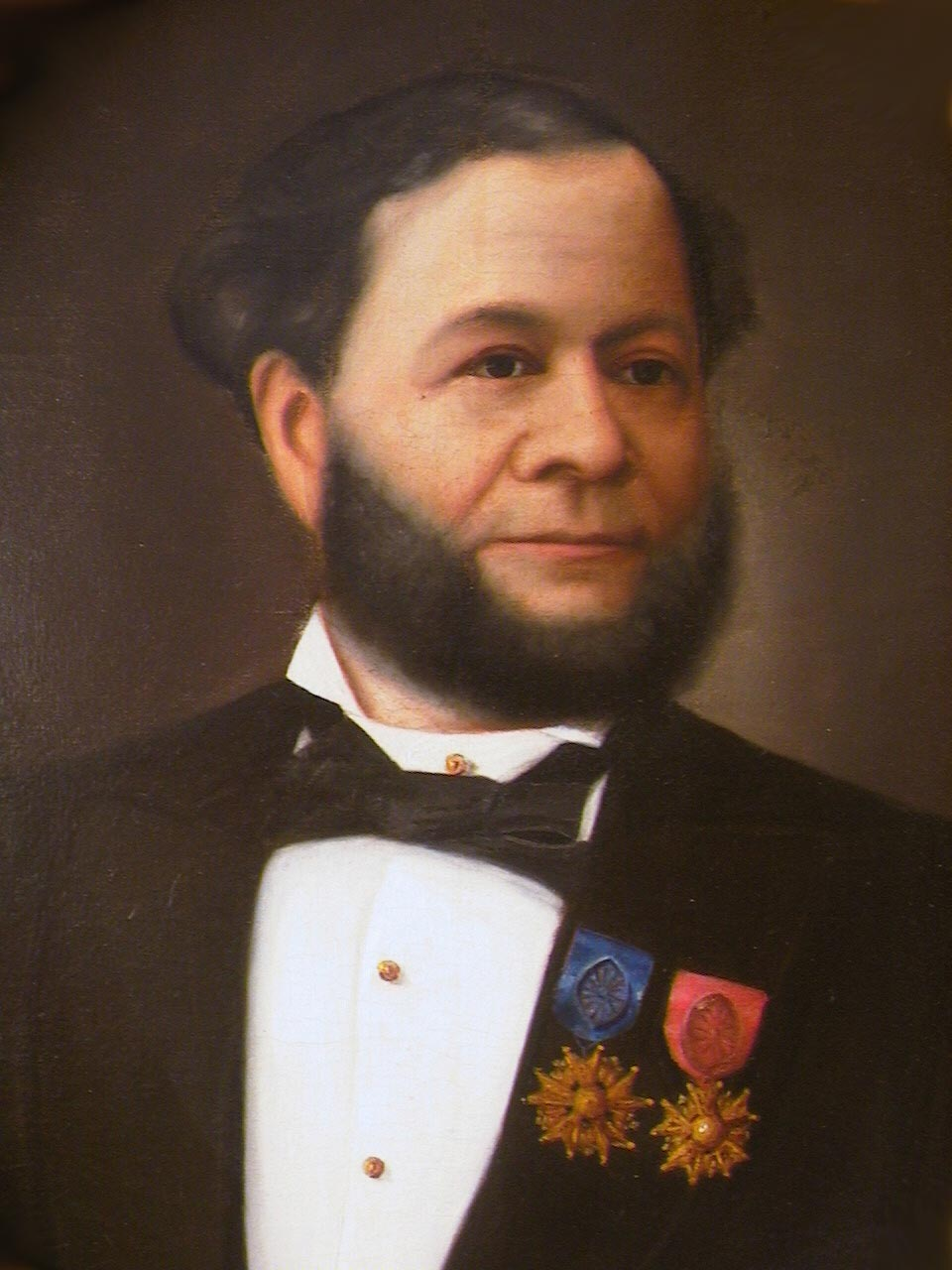
José María Castro
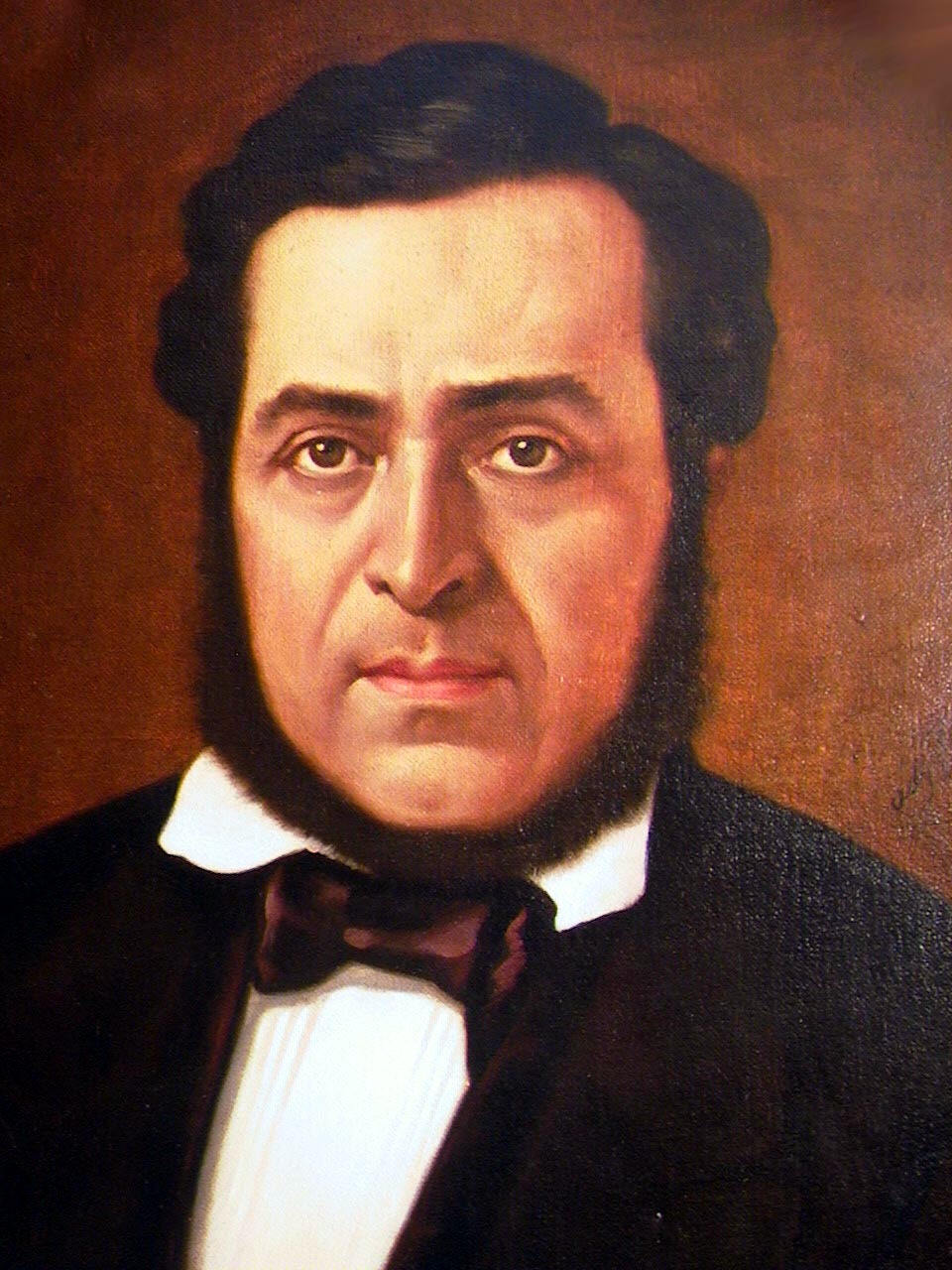
Juan Rafael Mora
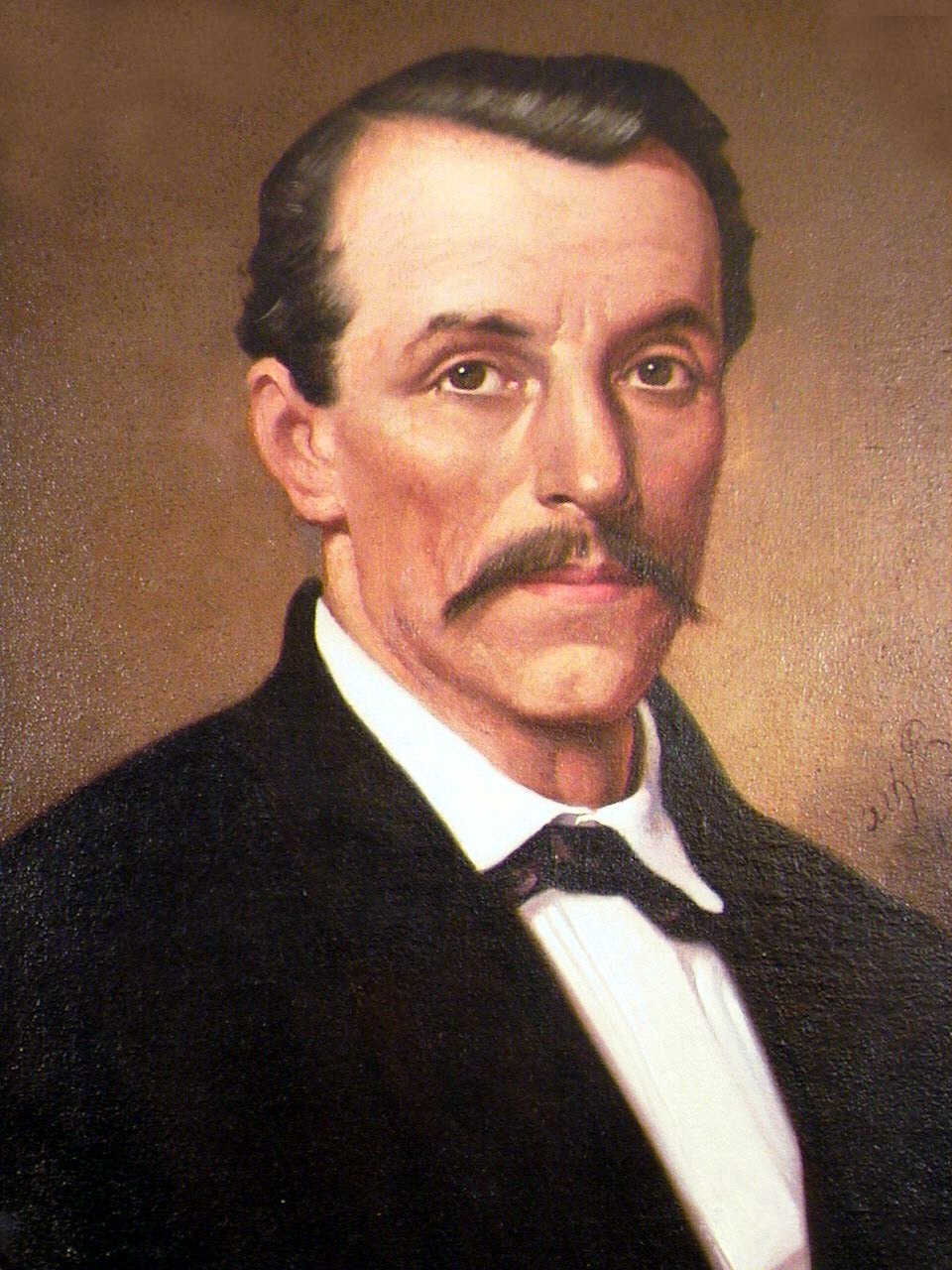
Bruno Carranza
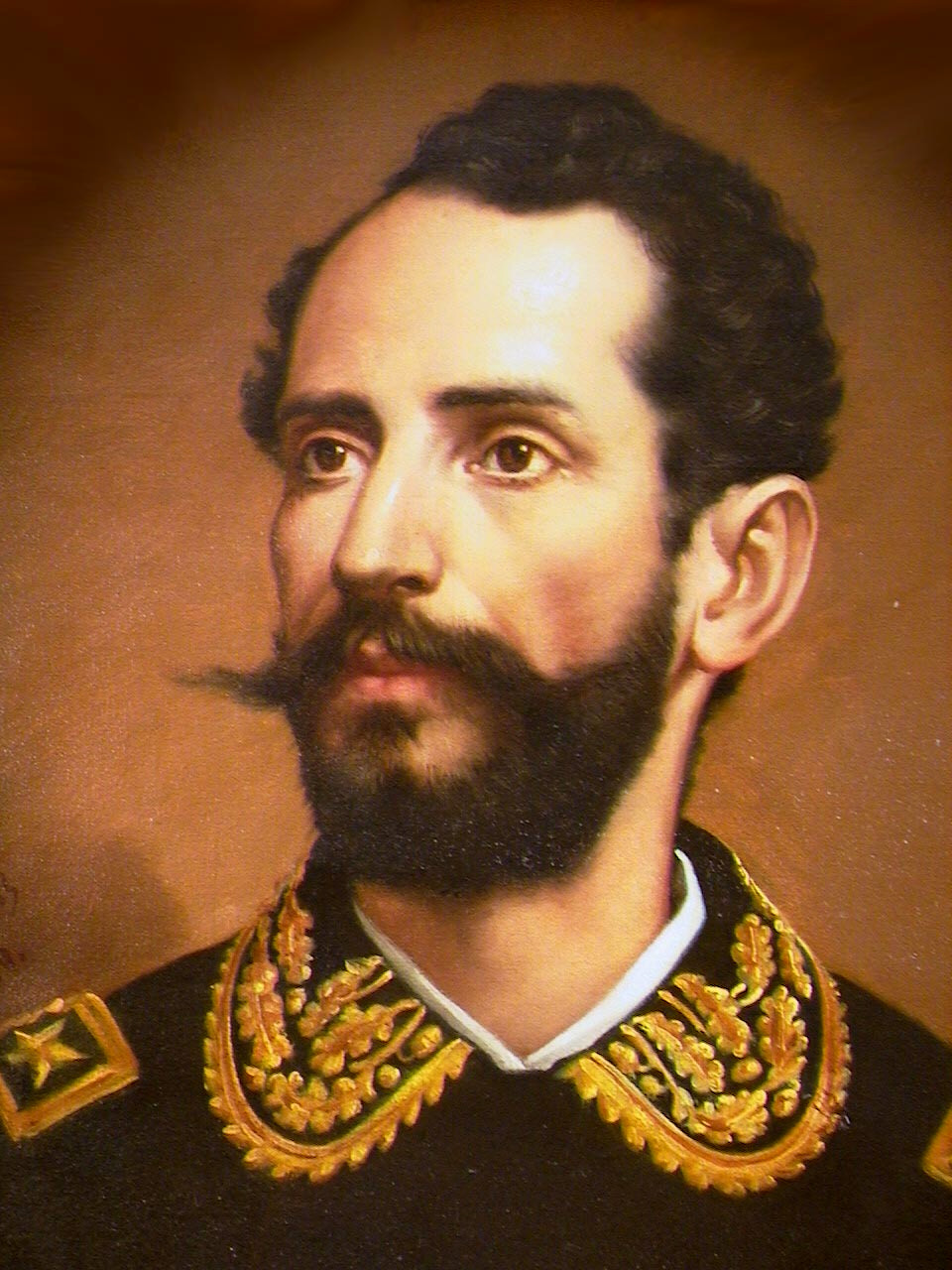
Tomás Guardia

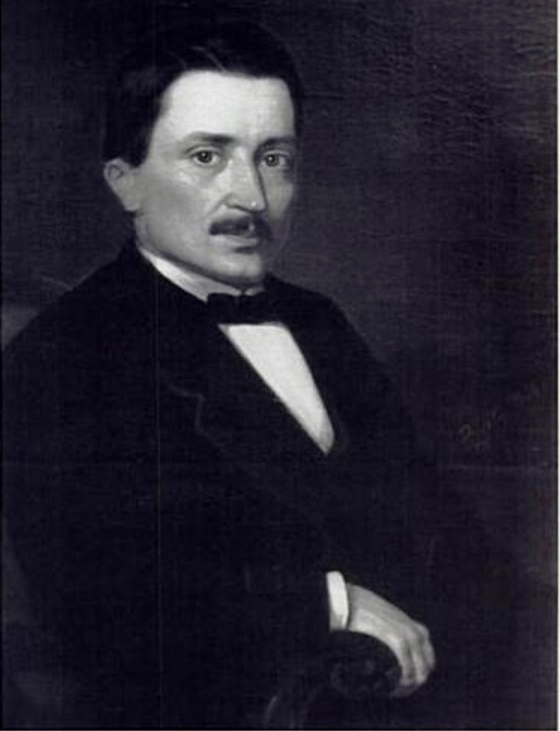
Amón Fasileau-Duplantier, cafetalero de origen francés en Costa Rica
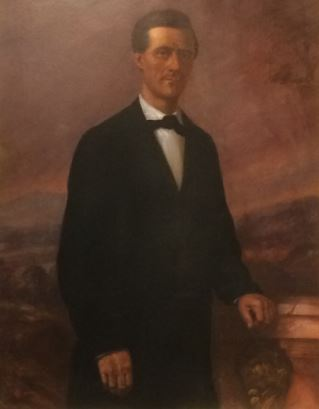
Jean Jacques Bonnefil, comerciante
Feliciana Quirós de Bonnefil
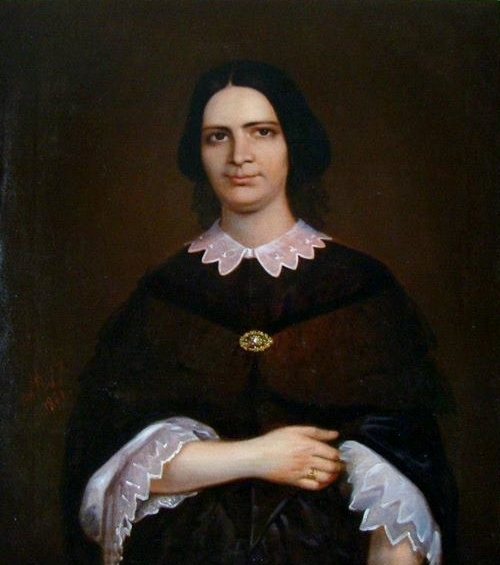
Panchita Garita
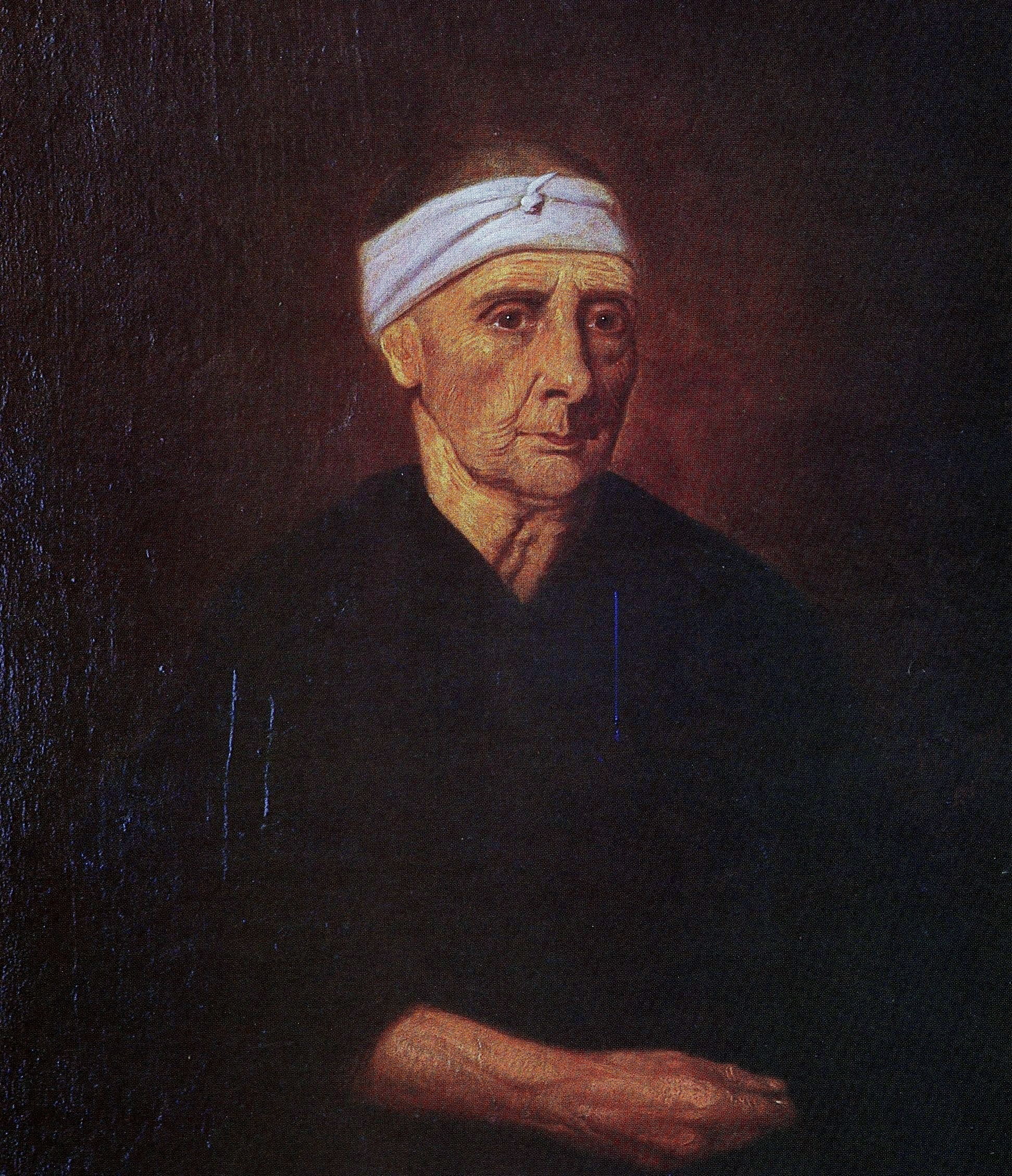
Jacinta Morales de Carrillo
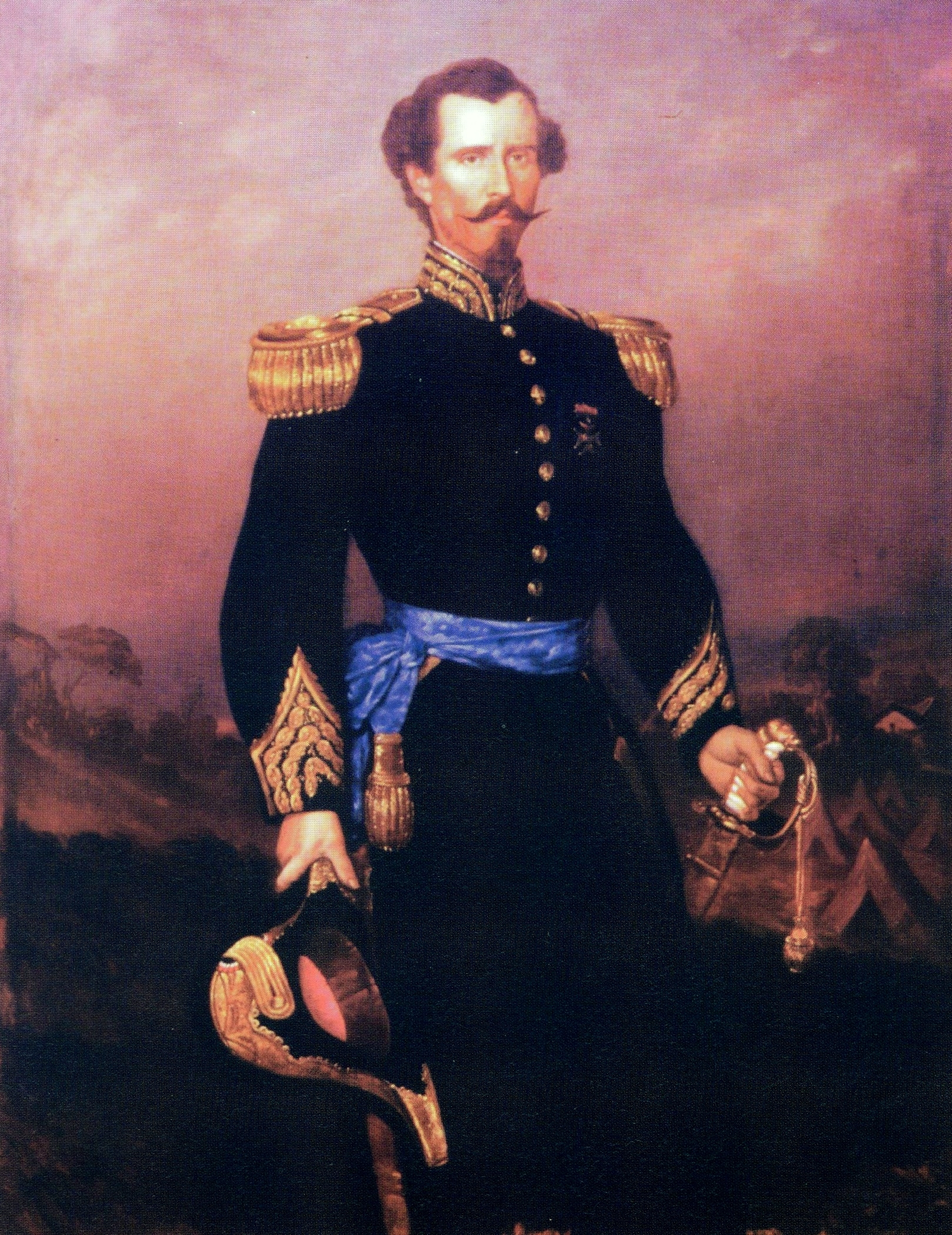
Máximo Blanco, militar

- Arequipa